# Rudolf Beran
Pour les articles homonymes, voir Beran.
Rudolf Beran (né le 28 décembre 1887 à Pracejovice mort le 23 avril 1954 à Leopoldov) est un homme politique tchécoslovaque. Il est premier ministre de décembre 1938 à avril 1939.

## Biographie
Rudolf Beran est né dans une famille modeste de la Bohême-du-Sud. Il fait des études d'économie et entre en 1905 au secrétariat du Parti républicain des fermiers et paysans (parti agraire). Pendant la première guerre mondiale il fonde « Cœur tchèque » mouvement qui lutte contre la faim et la pauvreté. Après la guerre il entre dans les instances dirigeantes du parti agraire en prenant les commandes du département politique au secrétariat central puis en siégeant dans les comités des finances et de l'économie nationale. En 1933 il prend la direction du parti. 
Il est nommé premier ministre par le président Emil Hacha le 1er décembre 1938. Le gouvernement slovaque de Jozef Tiso est destitué le 10 mars 1939 et l'état de siège est décrété à Bratislava. Le 15 mars 1939 le président Hacha convoqué par Adolf Hitler à Berlin cède face aux pressions du führer et est institué le Protectorat de Bohême-Moravie. Rudolf Beran démissionne le 15 mars 1939 mais reste en fonction jusqu'au 27 avril 1939. En janvier 1947 Il est accusé d'avoir collaboré avec l'Allemagne nazie et d'avoir participé à la chute de la Deuxième République tchécoslovaque. Il est jugé à Prague en même temps que Jan Syrový et est condamné à vingt ans de détention le 21 avril 1947. Il meurt en prison le 23 avril 1954.

## Rudolf Beran acteur de la politique antisémite
Bien qu'il déclare le 13 décembre 1938 lors de la présentation de son programme de gouvernement que l'état tchécoslovaque ne sera pas hostile aux Juifs, il prend en février 1939 une série de mesures antisémites (exclusion des Juifs des administrations, banques, sociétés et institutions culturelles).
En mars 1939, il lance une campagne d'aryanisation des biens juifs dans le protectorat de Bohême-Moravie.